# La Voltige
La Voltige is een Franse korte film uit 1895 die werd gemaakt door Louis Lumière. De film werd gemaakt en vertoond met de cinematograaf, een uitvinding van beide gebroeders Lumière. Het was een van de tien films die op 28 december 1895 werden vertoond tijdens de eerste commerciële filmvoorstelling ooit, die plaatsvond in het Salon indien du Grand Café.

## Verhaal
Drie mannen en een paard staan in een veld. De eerste man in het wit houdt de teugels van het paard vast, de tweede man in het zwart legt aan de derde man uit hoe hij het paard moet bestijgen. Na zes mislukte pogingen lukt het hem het paard te bestijgen.